# 国玉町
国玉町（くだまちょう）は山梨県甲府市の地名である。住居表示未実施。郵便番号は400-0815。

## 概要
JR酒折駅を有する甲府市酒折から十郎川を挟んで南側、甲府駅がある中心市街地の丸の内からはほぼ真東の方向に位置する。

## 歴史
- 幕末以前 - 幕府領である甲斐国山梨郡に国玉村が存在した。
- 1874年6月 - 国玉村が里吉村と合併し西山梨郡の国里村となる。
- 1889年7月1日 - 町村制の下での西山梨郡国里村となる。
- 1921年7月1日 - 国里村が清田村合併して西山梨郡玉諸村が発足。
- 1954年10月17日 - 西山梨郡玉諸村が甲府市に編入され、玉諸地区となり。同市の町名としての国玉町になる。

## 世帯数と人口
2018年（平成30年）2月1日現在の世帯数と人口は以下の通りである。
| 丁目   | 世帯数    | 人口    |
| ------ | --------- | ------- |
| 国玉町 | 1,220世帯 | 1,469人 |

## 周辺の交通
- 鉄道のアクセスでは域内に駅はないが隣接する酒折に酒折駅が存在し、そこが徒歩圏の最寄り駅となる。

- 道路は、国道411号城東バイパスが域内を通る。

## 周辺の主な施設
- 山梨学院大学シドニー記念水泳場
- 玉諸神社